# Rolf Müller (Künstler)
Rolf Müller (* 21. Mai 1941 in Sachsendorf, Thüringen) ist ein deutscher Maler, Grafiker und Textilkünstler.

## Leben und Wirken
Rolf Müller wurde 1941 in Sachsendorf (Thüringen) geboren, sein Abitur legte er in Meiningen ab. Von 1959 bis 1963 studierte er an der Karl-Marx-Universität Leipzig Germanistik und Kunsterziehung. Parallel dazu besuchte er die Abendakademie an der Hochschule für Grafik und Buchkunst in Leipzig.
Von 1965 bis 1970 erfolgte ein Studium an der Hochschule für industrielle Formgestaltung Halle, Burg Giebichenstein Angewandte Kunst/Malerei bei den Professoren Lothar Zitzmann, Willi Sitte und Hannes H. Wagner.
Seit 1970 ist er mit der Restauratorin Elke Müller geb. Singer verheiratet.
Nach dem Diplom 1970 wurde er Mitglied im Verband Bildender Künstler der DDR, der nach der Wende 1990 in den BBK Sachsen-Anhalt überging. Seit seinem Diplom arbeitete er an der Hochschule für industrielle Formgestaltung Halle, Burg Giebichenstein, zuerst im Grundlagenstudium, seit 1987 im Fachgebiet Malerei / Textil.
1990 wurde er Gründungsbeauftragter für das Fachgebiet Kunstpädagogik an der Burg Giebichenstein Kunsthochschule Halle in Verbindung mit der Martin-Luther-Universität Halle.
1994 erhielt er den Ruf zum Professor für Kunsterziehung an der Burg Giebichenstein Kunsthochschule Halle. Er bekam den Auftrag zur Gründung der Studiengänge Kunstpädagogik und Bildende Kunst im Fachgebiet. Seit dieser Zeit lehrte er in dem offenen Fach „Freie Kunst“.
Nach mehreren Aufenthalten an der Partnerhochschule in Vietnam folgte 2000 eine Gastprofessur in Hanoi – Academy of Art and Design. Seit 2002 hielt er mehrfach Gastvorlesungen an der Tianjin Academy of Fine Arts in der Volksrepublik China.
Im Jahre 2006 wurde er emeritiert.
Neben seiner Lehrtätigkeit arbeitete Rolf Müller kontinuierlich als Textilgestalter und Zeichner. Erst nach dem Studium fand er zur Druckgrafik.
„Hier pflegte er vor allem die anspruchsvolle Farblithografie, den Handdruck von fünf Steinen … Mit seinem Professorenkollegen aus China probierte er die Technik des Radierens aus und ließ seine Erkenntnisse in eine ganz besondere Edition von Laotses ‚TAO-TE-KING‘ einfließen.“ Zitat von Dr. Regina Fasold, Leiterin des Literaturmuseums „Theodor Storm“ Heilbad Heiligenstadt
Ralf-Michael Seele, Leiter der Galerie „ada“ in Meiningen schrieb:
„Spielerische Heiterkeit und heiteres Spiel - gepaart mit wissendem Ernst – lebt in den Werken von Rolf Müller. Die Balance ist ihm das Mittel.: Geistiges und Sinnliches halten sich die Waage; Kantiges gleicht Organisches aus. Wahrnehmung korrespondiert mit Phantasie; Innovation wechselt mit Tradition. Ordnung respektiert auch Chaos.“
Da Rolf Müller an der Burg Giebichenstein ausgebildet wurde, beherrscht er als einer der wenigen die Technik der Bildwirkerei, der Gobelinweberei, wovon immer wieder Arbeiten entstanden.
In seinen späteren Arbeiten ist der Einfluss seiner Reisen nach Mittel- und Südostasien, zuletzt in die Kaukasusregion von Armenien und Georgien bemerkbar. Seine Arbeit als Textilkünstler beeinflusst auch seine grafische Arbeit. So bevorzugt Rolf Müller handgeschöpfte Papiere aus Vietnam, die durch die organischen Fasern auf besondere Weise der Tuschzeichnung Raum und Tiefe geben.
Rolf Müller ist neben seiner künstlerischen Tätigkeit bei der Organisierung von Ausstellungen tätig, so u. a. im Halleschen Kunstverein und der Vereinigung Hallescher Künstler.
Im Jahre 2015 gestaltete Rolf Müller den Katalog  50 von 100, Wege eines Studienjahres von 1965, zu einer Ausstellung im Kunstverein Talstrasse Halle, er hatte auch die Redaktion inne.

## Ausstellungen (Auswahl)
- Seit 1975 zahlreiche Einzelausstellungen im In- und Ausland und Beteiligung an nationalen und internationalen Ausstellungen für Grafik und Textil u. a. in
- Dresden: Kunstausstellungen der DDR. VIII. 1977/78, IX. 1982/83[2]
- Berlin: 100 ausgewählte Grafiken der DDR: 1979
- Schwerin: Farbgrafik der DDR. 1980 und 1984
- Warschau: Museum für Kunst und Design. 1992
- Quin Dao: Museum für internationale Kunst 2002
- 2015: Halle/Saale, Kunstverein Talstraße („50 von 100. Wege des BURG-Jahrgangs 1965“)

Einzelausstellungen (Auswahl)
- Hanoi (Goethe-Institut), 1997,
- Hallescher Kunstverein 1994 und 2001
- Galerie ADA, Meiningen 2001
- Heilbad Heiligenstadt 2014
- Halle (Saale), "Mein Schatten von gestern – Rolf Müller. Poetische Reflektionen", 2025, Ausstellung des Halleschen Kunstvereins e.V. im Literaturhaus Halle

weitere Ausstellungen in Gera, Leuna, Lünen, Magdeburg Memleben, Suhl.

## Arbeiten in Sammlungen
- Grafische Arbeiten und Gobelins sind außer in Privatbesitz unter anderem in folgenden öffentlichen Sammlungen:
- Quin Dao: Museum für Internationale Kunst
- Staatliche Kunstsammlungen Dresden (Pillnitz)
- Johannes-Brahms-Saal und Schloss Elisabethenburg in Meiningen
- Kunstsammlungen im Schloss Bernburg
- Akademie der Wissenschaften Berlin
- Mitteldeutsche Energie AG Halle (MEAG)
- Landes-Versicherungs-Anstalt Halle (LVA Halle)
- Bonn: Museum für Deutsche Geschichte